# Mieczysław Batsch
Mieczysław Józef Batsch (ur. 1 stycznia 1900 we Lwowie, zm. 27 września 1977 w Przemyślu) – polski piłkarz występujący na pozycji napastnika, reprezentant Polski w latach 1923–1926, olimpijczyk.

## Życiorys
Syn Jana i Marii z d. Kogut. Treningi piłkarskie zaczął co prawda w gimnazjalnym klubie Hellada Lwów, jednak jest powszechnie uważany za wychowanka lwowskiej Pogoni, do której przeszedł w 1916 i grał w jej pierwszej drużynie aż do 1929 (w wielu źródłach figuruje pod spolszczonym nazwiskiem Bacz). Z klubem tym czterokrotnie (1922, 1923, 1925, 1926) wywalczył piłkarskie mistrzostwo Polski, a w 1923 dodatkowo został królem strzelców z 17 bramkami na koncie. Następnie, przez 3 sezony występował w nowo utworzonej centralnej lidze o mistrzostwo Polski (1927 – 4. miejsce, 1928 – 6. miejsce, 1929 – 9. miejsce). Wraz z Wacławem Kucharem i Józefem Garbieniem był członkiem słynnego tercetu lwowskiej Pogoni.
W kwietniu 1920 uczestniczył w zgrupowaniu przedolimpijskim polskiej reprezentacji przed Igrzyskami w Antwerpii, lecz trwająca wojna polsko-bolszewicka uniemożliwiła start. 18 grudnia 1921 był zawodnikiem rezerwowym podczas pierwszego oficjalnego meczu seniorskiej kadry piłkarskiej przeciwko Węgrom w Budapeszcie. Formalnie w kadrze narodowej zadebiutował więc 2 września 1923 w spotkaniu z Rumunią we Lwowie (1:1).
W 1924 wziął udział w Igrzyskach Olimpijskich w Paryżu, grając w przegranym 0:5 meczu z Węgrami. Po igrzyskach osiągnął najwyższą formę sportową, stając się symbolem mistrzowskiej Pogoni Lwów. 8 sierpnia 1926 zdobył 4 gole w zwycięskim meczu z Finlandią (7:1) w Poznaniu (do 1959 było to najwyższe zwycięstwo Polaków w spotkaniach międzynarodowych). Łącznie, w 11 meczach reprezentacyjnych strzelił 8 bramek. Uważany za piłkarza przebojowego, walecznego, doskonale wyszkolonego technicznie i o ogromnych umiejętnościach strzeleckich, co zjednało mu szerokie grono entuzjastów w całym kraju.
W 1937 roku był członkiem sądu honorowego klubu LKS Pogoń Lwów. W 1957 roku w Warszawie wystąpił w meczu piłkarskim byłych zawodników Pogoni Lwów z Polonią Warszawa, rozegranym z okazji jubileuszu 50-lecia kariery sportowej Wacława Kuchara.
Z wykształcenia inżynier-mechanik, absolwent Wydziału Mechanicznego Politechniki Lwowskiej (1931). Po studiach pracował w PKP, najpierw jako maszynista i kierownik parowozowni w Przemyślu, a następnie naczelnik dyrekcji w Medyce-Żurawicy. Zmarł w Przemyślu, 27 września 1977 (choć wiele źródeł podaje błędne daty 19 września 1977 lub 28 września 1977).

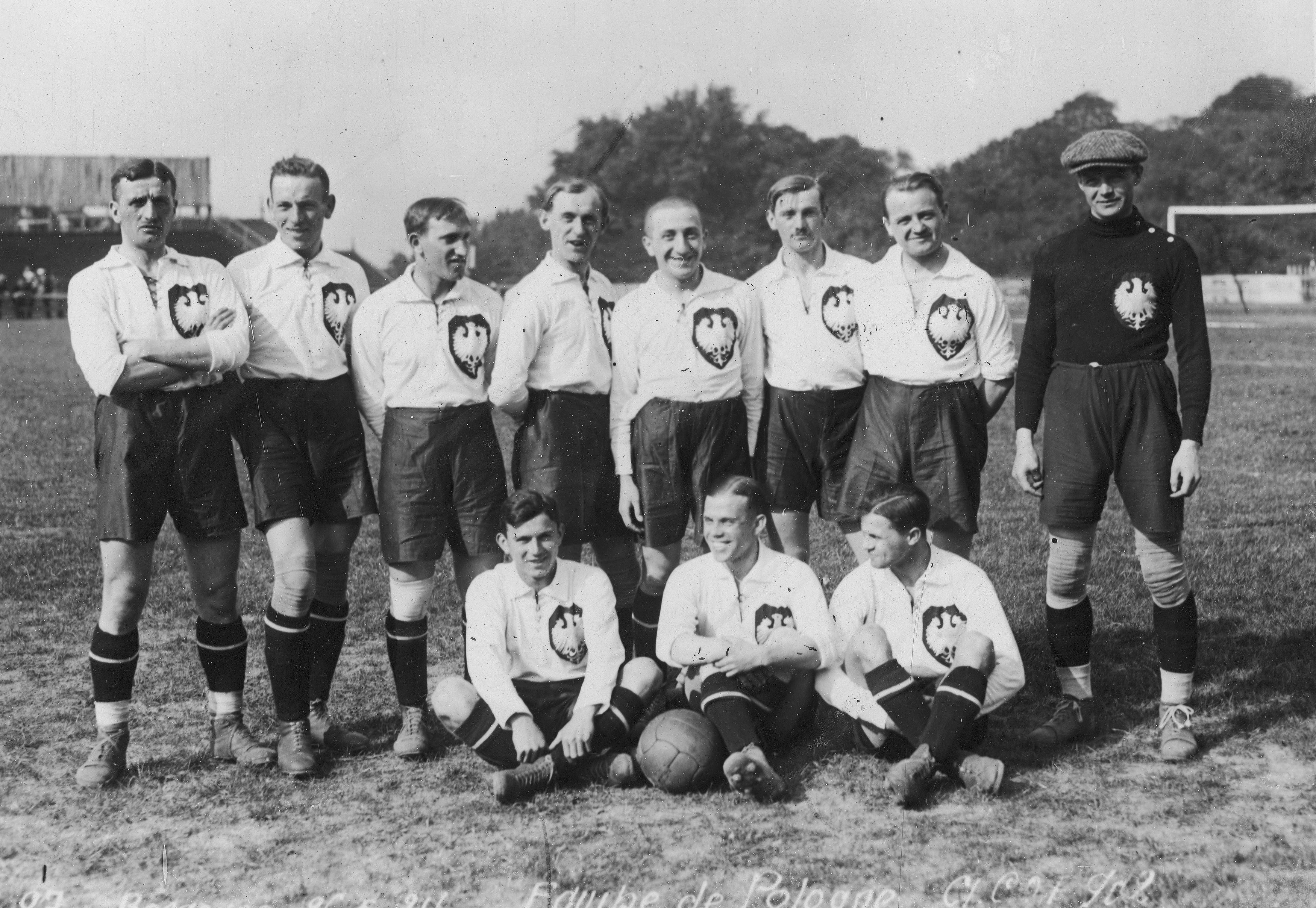
Reprezentacja Polski podczas Igrzysk Olimpijskich w 1924 r., Batsch stoi drugi od prawej
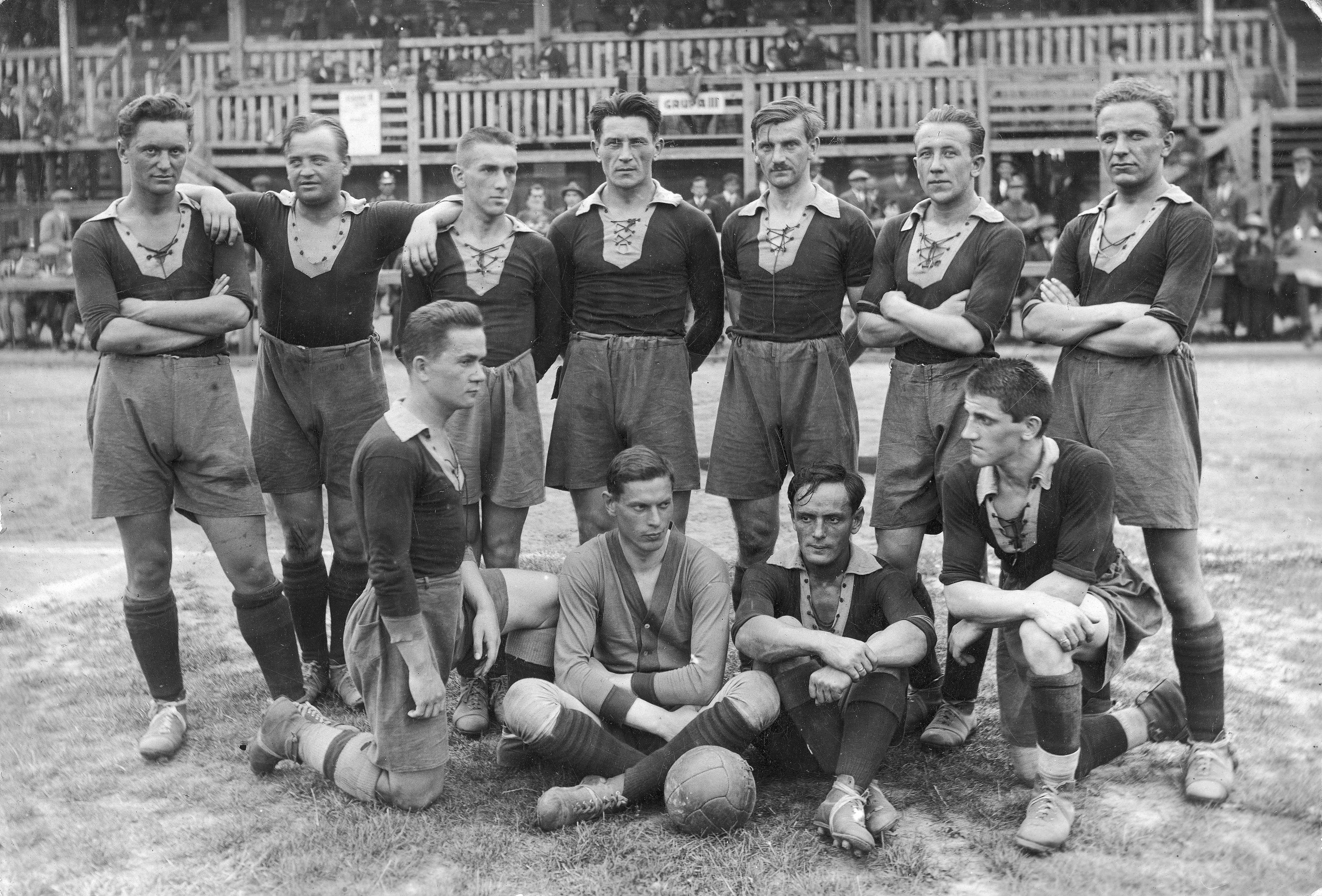
Pogoń Lwów, mistrz Polski z 1926 r., Batsch stoi drugi od lewej